# Шери, Реувен
Реувен Шери (ивр. ראובן שרי‎; первоначальная фамилия Шрайбман; 7 апреля 1903, Комрат, Бессарабская губерния, Российская империя — 6 июля 1989, Израиль) — израильский политик, депутат кнессета 1-го и 2-го созывов.

## Биография
Реувен Шрайбман родился в еврейской семье в местечке Комрат, Бессарабской губернии, Российской империи (ныне Молдавия). Получил традиционное еврейское образование. Окончил гимназию в Кишинёве.
Изучал юриспруденцию в Ясском университете, получил лицензию на ведение адвокатской деятельности. Участвовал в движении «Цеирей-Цион».
Иммигрировал в Подмандатную Палестину в 1925 году. Работал строительным и сельскохозяйственным рабочим в Хайфе, Гиват-Тивон, Кирьят Амаль и Кфар-Хасидим. Участвовал в деятельности Хаганы во время Палестинских беспорядков 1929 года.
С 1930 по 1949 год работал секретарем совета рабочих в городах Кфар-Сава, Реховот и Иерусалим. Был членом центра МАПАЙ, от которой был избран в кнессет 1-го созыва. Работал в комиссии по услугам населению, комиссии по труду и комиссии по внутренним делам.
Переизбран в кнессет 2-го созыва (1951), вошел в финансовую комиссию, законодательную комиссию и комиссию по труду.
2 апреля 1951 года получил пост заместителя министра транспорта Израиля во втором правительстве Бен-Гуриона.
Работал в совете муниципалитета Иерусалима в 1948 году, а также 1956—1958 годах.
В 1984 году он получил звание «Якир Йерушалаим» (почётный гражданин Иерусалима).
Реувен Шери скончался 6 июля 1989 в возрасте 86 лет.